# 澤山佳小里
澤山 佳小里（さわやま かおり、1978年1月14日 - ）は、日本の女優、声優。テアトル・エコー所属。愛称は「はち」（うっかり八兵衛から）。
千葉県出身。上海日本人学校、竹早教員保母養成所卒業。

## 出演作品

### 映画
- 南極物語

### テレビ
- 世界のタクシー街めぐり

### 吹き替え
- イ・サン（セモ）
- 王女の男
- チャームド 〜魔女3姉妹〜
- 南極物語
- ライアンを探せ!

### 舞台
2003年
- お歳暮みゅーじかる 小川未玲:作「涙で頬が傷だらけ」アンダースタディ

2004年
- ケラリーノ・サンドロヴィッチ:作「テイク・ザ・マネー・アンド・ラン」
- 岡本蛍:作「半変化束恋道中」
- 松竹喜劇「お江戸でござる」

2005年
- 水谷龍二:作「朝の時間」
- ジミー・チン:作「暗くなったら帰っておいで」
- 大正直劇団「お茶と拷問」

2006年
- SIDE B「カロル・プロポーズ」
- コメディ オン ザボード マルセ太郎:傑作コント集「酒場劇場」

2007年
- SIDE B オオタスセリ作「普通の女」
- 夢知夢恥ぷれぜんつ「おんせん先生」
- 馬車道おきらくシアター vol 11
- 馬車道お気楽シアター vol 14

2008年
- コメディ オン ザボード「アチャラカ荘の人々」

2009年
- SIDE B 本田誠人:作・演出「蛍の頃」出演・企画・制作
- 谷山浩子:原案、工藤千夏:脚本・演出　プラチナ・ペーパーズ「ラフカット2009」第二話「真夜中の太陽」

2010年
- 工藤千夏:脚本・演出　うさぎと猫の芝居小屋vol.1 第1話「不思議なアリス」第2話「真夜中の太陽」

2011年
- 谷山浩子:原案、工藤千夏:脚本・演出　うさぎと猫の芝居小屋vol.2 「真夜中の太陽」